# Зеленоградск-Новый
Зеленоградск-Новый — станция Калининградской железной дороги в Калининградской области, город Зеленоградск. Станция обслуживает пассажирские электропоезда из Калининграда, Светлогорска и Пионерского. Грузовые операции на станции не производятся. Станция является тупиковой.

## История
В 1885 году закончено строительство железной дороги Кранц — Кёнигсберг, летом того же года была открыта станция с прежним названием Cranz. Возле вокзала была построена водонапорная башня. 
3 июня 1947 года, в связи с открытием регулярного пассажирского железнодорожного сообщения Зеленоградск — Калининград, произведена очистка вокзала от мусора и грязи. 
2 июля 1976 года состоялось открытие электрифицированной линии Зеленоградск — Калининград.

## Реконструкция станции
В 2023 году была проведена реконструкция одной из пассажирских платформ. Она предполагала адаптацию платформы под конструктивные особенности электропоездов «Ласточка». 28 сентября в 12:08 по местному времени в Зеленоградск прибыл первый электропоезд, высадка пассажиров которого осуществлялась на новую платформу. Высота её увеличена до уровня пола салона поезда, что позволяет обеспечивать посадку и высадку пассажиров по принципу «ровный пол». На обновлённую платформу теперь прибывает большая часть пригородных поездов – 26 из 34. Заказчиком работ по реконструкции выступила Калининградская железная дорога.

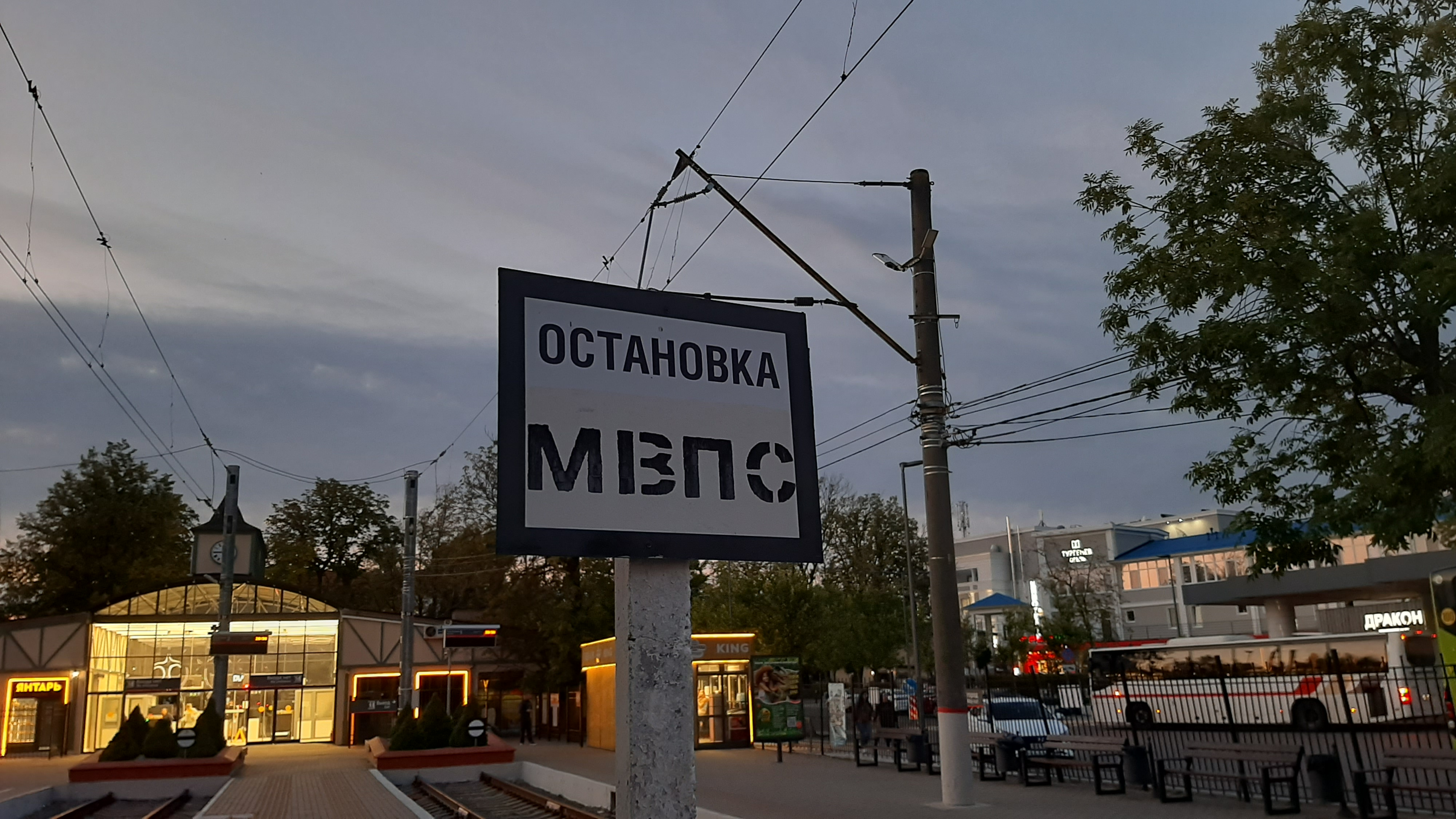
Указатель остановки МВПС
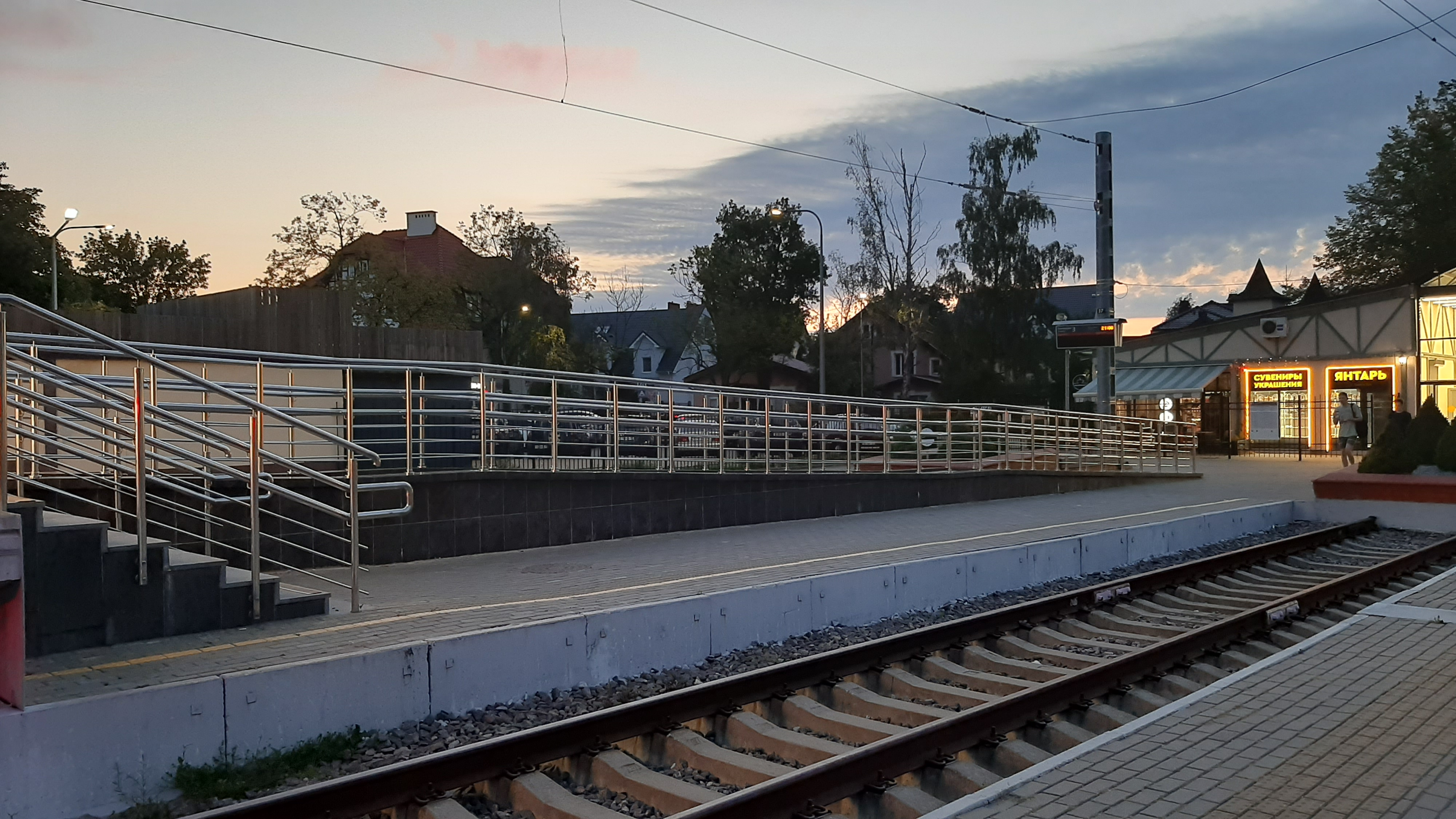
Пандус на платформе